# Zündwarenmonopol
Ein Zündwarenmonopol ist ein rechtliches Monopol mit dem Zweck, den Staat an den Gewinnen aus dem Verkauf von Zündhölzern zu beteiligen. Herstellung, Handel und Vertrieb durch andere werden untersagt und per Gesetz neu geregelt, z. B. durch die Vergabe von Konzessionen. Im Unterschied zur Zündwarensteuer, die denselben Zweck verfolgt, aber einen freien Zündholzmarkt weiter ermöglicht, greift das Monopol mit Geboten und Verboten ein und schafft den Markt im Ergebnis ab.
Ein frühes Monopol dieser Art wurde 1872, etwa 40 Jahre nach Einführung der Streichhölzer, in Frankreich erlassen. Es bestand bis 1972. In Deutschland entstand ein Monopol 1930 auf Betreiben des schwedischen Industriellen Ivar Kreuger, der an Deutschland und andere Länder im Austausch hohe Kredite zu günstigen Bedingungen vergab. In Deutschland wurde eine Anleihe von 125 Millionen US-Dollar (525 Millionen Reichsmark, entspricht einem heutigen Gegenwert von etwa 2,3 Milliarden Euro) aufgenommen. Das Monopol bestand in der Bundesrepublik bis 1983.
Neben den Verträgen mit dem Deutschen Reich erreichte Kreuger rechtliche Monopole in Ungarn, Jugoslawien, Rumänien, Polen, der Freien Stadt Danzig, Griechenland, Portugal, der Türkei, Estland, Lettland, Litauen, Ecuador, Peru, Bolivien und Guatemala. Sein Unternehmen kontrollierte Anfang der 1930er Jahre durch Monopole, Firmenbeteiligungen und Kartellabsprachen bis zu 60 %, nach manchen Angaben bis zu 75 % der weltweiten Streichholzproduktion. Diese internationale Marktbeherrschung wird allgemein als schwedisches Zündwarenmonopol bezeichnet. Das Unternehmen heißt heute Swedish Match.

## Entwicklung in Deutschland

### Bis zum Ende des Zweiten Weltkrieges

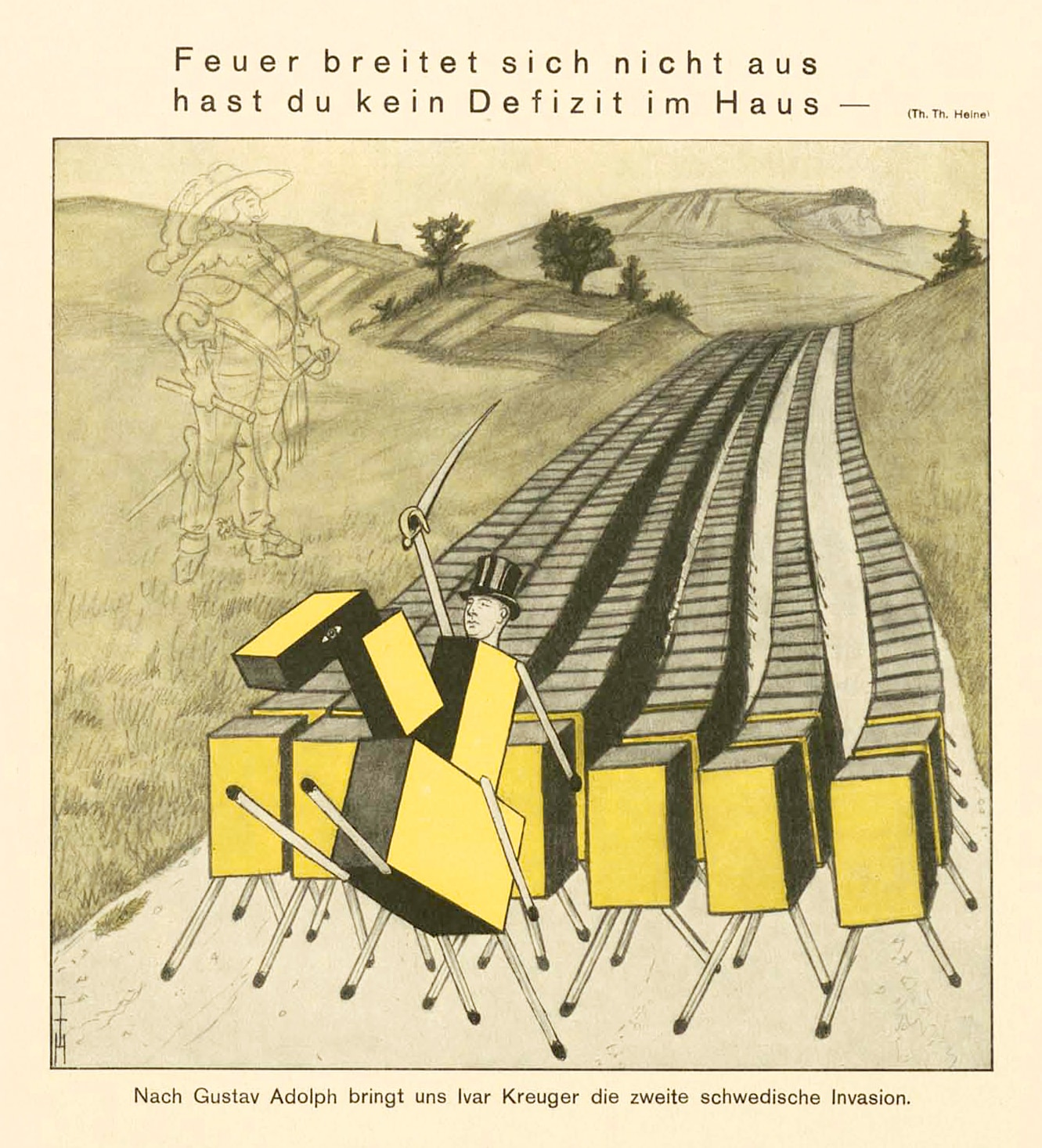
Kreuger und das Defizit, Simplicissimus 1929, Th. Th. Heine

Das Zündwarenmonopol in Deutschland geht zurück auf die wirtschaftlichen Schwierigkeiten, denen sich die Weimarer Republik in der beginnenden Weltwirtschaftskrise ausgesetzt sah. Das Deutsche Reich war damals zusätzlich geschwächt durch die Reparationszahlungen aufgrund des Ersten Weltkrieges. Da die Kreditaufnahmemöglichkeit beschränkt war, waren Anleihen oder ähnliche Maßnahmen legitime Finanzierungsinstrumente.
Der schwedische Industrielle Ivar Kreuger bot der Reichsregierung eine Anleihe an, sofern sein Konzern Monopolrechte in Deutschland erhalte. Zu diesem Zeitpunkt hatte Kreuger durch Dumpingmethoden für seine Zündhölzer einen Marktanteil von etwa 65 Prozent erreicht. Eine weitere Steigerung schien allerdings aufgrund der Konkurrenz durch sowjetische Billigzündhölzer ohne Monopolstellung kaum möglich.
Die Reichsregierung einigte sich 1929 mit Kreuger schließlich auf eine Anleihe in Höhe von 125 Millionen US-Dollar (525 Millionen Reichsmark). Der Zinssatz zur Laufzeit betrug 6 Prozent. Am 28. Januar 1930 verabschiedete der Reichstag mit 240 zu 143 Stimmen bei sieben Enthaltungen und einer ungültigen Stimme das Zündwarenmonopolgesetz, das tags darauf ausgefertigt und am 30. Januar im Reichsgesetzblatt verkündet wurde. Die Handhabung des Monopols wurde der 1926 gegründeten Deutsche-Zündholz-Verkaufs-Aktiengesellschaft (ab 1930 Deutsche Zündwaren-Monopolgesellschaft, DZMG) übertragen. Aufgrund dieses Gesetzes durften von da an Streichhölzer im Deutschen Reich nur von der DZMG vertrieben werden, die ihrerseits Produktions- und Abnahmekontingente zu festen Preisen an die eigentlichen Hersteller vergab, die sich wiederum in das Monopol einkaufen mussten, um die benötigten Herstellungsrechte zu erlangen. Die Abgabe an die Öffentlichkeit wurde preisgebunden festgesetzt. Die von der DZMG erwirtschafteten Beträge wurden zur Rückzahlung der Anleihe in Raten sowie zur Begleichung der fälligen Zinsen verwendet. Die dann noch verbliebenen Gewinne wurden regelmäßig an den Staat abgeführt.
Mit den Vorläufigen Durchführungsbestimmungen zum Zündwarenmonopolgesetz vom 30. Mai 1930 wurde die Auslegung des Gesetzes weiter präzisiert. Insbesondere wurden für den im Gesetz selbst in dessen §§ 20 und 31 verwendete Begriff der Haushaltsware nunmehr mit dem § 32 ein verbindlicher Qualitätsstandard eingeführt. § 32 Nr. 1 Satz 9 bestimmte überdies, dass der Begriff Haushaltsware zwingend auf dem Etikett zu verwenden ist, Satz 10 bestimmte, dass das Anbringen von Reklame untersagt ist.
Die gleichen Durchführungsbestimmungen legten überdies in § 32 Ziffer 2 fest, dass die Lieferungsbedingungen aller anderen Zündwaren durch die Lieferungsbedingungen der Monopolgesellschaft bestimmt werden. Der ausschließlich verwendete Begriff Welthölzer wird zwar beispielhaft im § 33 Zündwarenmonopolgesetz vom 30. Januar 1930 erwähnt, dessen Durchsetzung geschah aber durch die Monopolgesellschaft selbst, deren Entscheidungen im Reichsanzeiger bekannt gemacht wurden. Siehe § 21 der Satzung der Deutschen Zündwaren-Monopolgesellschaft.
Nach dem Anschluss Österreichs galt das Zündwarenmonopol mit Wirkung vom 1. April 1938 auch in der „Ostmark“ sowie in den sudetendeutschen Gebieten. Die dort bestehenden Zündholzfabriken traten „zu der deutschen Gruppe der in der Deutschen Zündwarenmonopolgesellschaft zusammengeschlossenen Unternehmer“. Ihr Gewinn floss ausschließlich dem Reich zu. Allerdings galt für die Unternehmen nicht das im Zündwarenmonopolgesetz vorgesehene Ausfuhrmonopol. Sie waren vielmehr „berechtigt, Ausfuhrwaren außerhalb ihrer Beteiligungsziffern herzustellen und unabhängig von der Deutschen Zündwarenmonopolgesellschaft auszuführen“.

### Nach 1945

#### Bundesrepublik und deren Vorgänger bis 1983
Aufgrund des Zündwarenmonopolgesetzes von 1930 durften auch nach dem Zweiten Weltkrieg in der Folge in der Bundesrepublik Deutschland Zündwaren nur von der dafür gegründeten Deutschen Zündwaren-Monopolgesellschaft vertrieben werden; das Zündwarenmonopolgesetz galt weiter. Die Markennamen der Monopolgesellschaft waren auch nach dem Zweiten Weltkrieg Welthölzer und Haushaltsware. Den deutschen Produzenten wurden weiterhin Produktionskontingente zugeteilt; Exporte oder die Neugründung von Unternehmen waren nicht erlaubt. Für die Hersteller und Fabriken von Zündwaren wurden in Deutschland bereits im Jahr 1909 eigene Steuernummern zugeteilt.
Im Saarland galt während der französischen Besatzungszeit 1947–1956 mit Wirkung vom 3. Januar 1948 an ein eigenes (Tabak- und) Zündwarenmonopol, die saarländische Zündwarenregie. Mit der Wiedereingliederung in die Bundesrepublik trat zwar das Zündwarenmonopolgesetz ebenfalls im Saarland in Kraft, wirtschaftlich wirkte sich dieses jedoch erst ab dem 6. Juli 1959, dem Tag der Währungseinführung der D-Mark, aus.
Die Rückzahlung jener Reichsanleihe, an die das deutsche Zündwarenmonopol geknüpft war, wurde nach dem Zweiten Weltkrieg den neuen Verhältnissen angepasst. Der schwedische Zündholzkonzern und das Bonner Finanzministerium einigten sich darauf, am 15. Januar 1983 die letzte Rate in Höhe von 275.724,44 Dollar zurückzuzahlen.
Hierzu legte die Bundesregierung am 29. März 1982 einen Gesetzentwurf zur Abschaffung des Zündwarenmonopols vor, mit der Zielsetzung der Errichtung eines freien Zündholzmarktes durch Abschaffung des Zündwarenmonopols nach Tilgung der letzten Rate der Kreuger-Anleihe am 15. Januar 1983. Als Begründung führte die Bundesregierung an „Das deutsche Zündwarenmonopol muß den Anforderungen des Artikels 37 EWG-Vertrag angepaßt werden, sobald dies mit den betreffenden internationalen Abkommen vereinbar ist. Nur bis zu diesem Zeitpunkt ist die Bundesrepublik Deutschland von ihren Verpflichtungen aus Artikel 37 EWG-Vertrag gemäß dessen Absatz 5 befreit.“ und „Die durch dieses Gesetz für den Bundeshaushalt entstehenden Einnahmeminderungen belaufen sich auf rd. 3 Mio. DM jährlich. Sie würden jedoch auch entstehen, wenn der Zündholzabsatz weiter so zurückgeht, daß die Monopolgesellschaft aus dem Absatz inländischer Zündhölzer letztlich nur noch ihre laufenden Geschäftskosten decken, also keine Gewinne für den Bund mehr erwirtschaften könnte“. Der Deutsche Bundestag beschloss am 27. August 1982 das Gesetz zur Abschaffung des Zündwarenmonopols, das am 2. September 1982 im Bundesgesetzblatt bekannt gemacht wurde. Das Gesetz trat in zwei Teilen mit Wirkung vom 1. Januar 1982 und zum 16. Januar 1983 in Kraft. Damit wurde das Deutsche Zündwarenmonopol mit Wirkung zum 16. Januar 1983 abgeschafft und die Monopolgesellschaft hatte keine Aufgaben mehr. Die Liquidation der Deutschen Zündwaren-Monopolgesellschaft wurde Ende 1985 abgeschlossen.
Nach der Abschaffung des Zündwarenmonopols fielen die Preise für Zündwaren um ein Drittel.
Der staatlich geregelte Verkauf warf vormals ansehnliche Gewinne in Höhe von bis zu 17 Mio. DM jährlich für das Bundesfinanzministerium ab, die ab den 1970er Jahren mit dem Aufkommen der Einweg-Feuerzeuge bis zum Anfang der 1980er Jahre kontinuierlich zurückgingen.
Zu den Firmen, die sich in das Zündwarenmonopol einkauften, gehörte auch die Firma Allemann aus Grafenwiesen. Unter den Steuernummern 305c (Haushaltsware) und 295b (Welthölzer) produzierte sie im Rahmen des Monopols und zugeteilter Kontingente Zündwaren. Vor allem aus den Beständen dieses Zündwarenherstellers, der im Jahr 1985 die Herstellung von Streichhölzern einstellte, entstand das Zündholzmuseum Grafenwiesen im Bayerischen Wald.

#### DDR und deren Vorgänger bis 1990
Die DDR erkannte die Wirkungen aus dem Zündwarenmonopol des Deutschen Reiches nicht an, Zahlungen erfolgten nicht. Eine förmliche Aufhebung des Zündwarenmonopolgesetzes auf dem Gebiet der DDR ist derzeit nicht belegbar, außer Kraft getreten ist es jedoch spätestens mit dem Einigungsvertrag.

## Frankreich
Das französische Monopol wurde nicht von Ivar Kreuger initiiert, sondern bereits 1872 im Nachgang zum Deutsch-Französischen Krieg errichtet. Frankreich hatte hohe Kredite aufgenommen, um die deutschen Reparationsforderungen zu begleichen und zur Tilgung, zusammen mit anderen Maßnahmen, 1871 eine Zündwarensteuer eingeführt. Die Steuer wurde durch den Schmuggel und die heimliche Herstellung in Fabriken, Scheunen oder der Küche in großem Umfang hinterzogen. Das Finanzministerium prognostizierte Anfang 1872 für das Jahr statt der im Haushalt eingeplanten 15 Millionen nur noch ein Steueraufkommen von 5 Millionen Franc. Um die Hinterziehung zu unterbinden, wurde mit Gesetz vom 2. August 1872 ein Zündwarenmonopol beschlossen, das die Zündholz-Hersteller enteignete und das Recht Streichhölzer zu handeln, herzustellen und zu vertreiben, allein dem Staat übertrug. Für die nach damaligen Schätzungen 600 französischen Zündholz-Produzenten wurde ein Schadensersatz-Budget von 20 Millionen Franc veranschlagt. Bis zum Ende der Gerichtsprozesse im Jahr 1875 wurden letztlich 1135 Hersteller mit einer Gesamtsumme von 34 Millionen Franc entschädigt.
Es oblag der Regierung, entweder staatliche Zündholzfabriken aufzubauen oder die Herstellung öffentlich auszuschreiben. Um die Kosten für Beamte in der Zündholz-Herstellung zu vermeiden, entschloss sich Finanzminister Eugène de Goulard zur Ausschreibung per Lastenheft. Die Konzession zur Nutzung des Monopols wurde am 12. Oktober 1872 an die Firma Compagnie générale des Allumettes chimiques, die General-Kompanie für chemische Zündhölzer, vergeben, die am 2. Oktober mit einem Grundkapital von 40 Millionen Franc von einer Gruppe Pariser Bankiers gegründet worden war. Die Kompanie, in dieser Zeit eine gängige Unternehmensform, zahlte eine Bürgschaft von 10 Millionen Franc an den Staat und verpflichtete sich zur jährlichen Zahlung einer Pauschale von 16.030.000 Franc für die ersten 40 Milliarden Streichhölzer. Für darüber hinaus gehende Verkäufe wurde eine proportionale Gebühr fällig. Die Gesellschaft übernahm in den folgenden Jahren 15 größere Streichholzfabriken von den enteigneten Vorbesitzern und das Monopol trat im Oktober 1874 in Kraft.
Trotzdem hatte das Monopol starke Konkurrenz, denn es gelang nicht, den Schmuggel von Zündhölzern zu unterbinden. Die illegal importierten oder in Heimarbeit hergestellten Streichhölzer kosteten nur ein Zehntel der Monopolware und funktionierten außerdem zuverlässig. Die Produkte der Kompanie zündeten oft nicht und hatten sich den Ruf erworben, „unentflammbar“ zu sein. Schmuggel-Hölzchen, die Allumettes de Contrebande, hatten dagegen eine Art Kult-Status. Schwarzhändler für Streichhölzer gehörten fest zum Straßenbild und Satire-Postkarten spotteten über den Qualitätsunterschied zwischen Monopol- und Schmuggelware. Noch 1913 wurde geschätzt, dass ein Drittel aller Streichhölzer in Frankreich illegal importiert sei, und während des Ersten Weltkriegs schilderten britische Soldaten die schlechte Qualität französischer Zündwaren in der Feldpost.
1889 wurde dem Konzessionsnehmer nach 15 Jahren gekündigt und obwohl eine größere Gruppe Abgeordnete die Aufhebung des Monopols forderte, beschloss Finanzminister Maurice Rouvier, es zukünftig vom Staat ausüben zu lassen. Mit Dekret vom 30. Dezember 1889 wurde der Generaldirektion der staatlichen Manufakturen (französisch Direction générale des Manufactures de l’Etat), die bereits das Tabakmonopol verwaltete, auch die Herstellung der Zündhölzer übertragen.

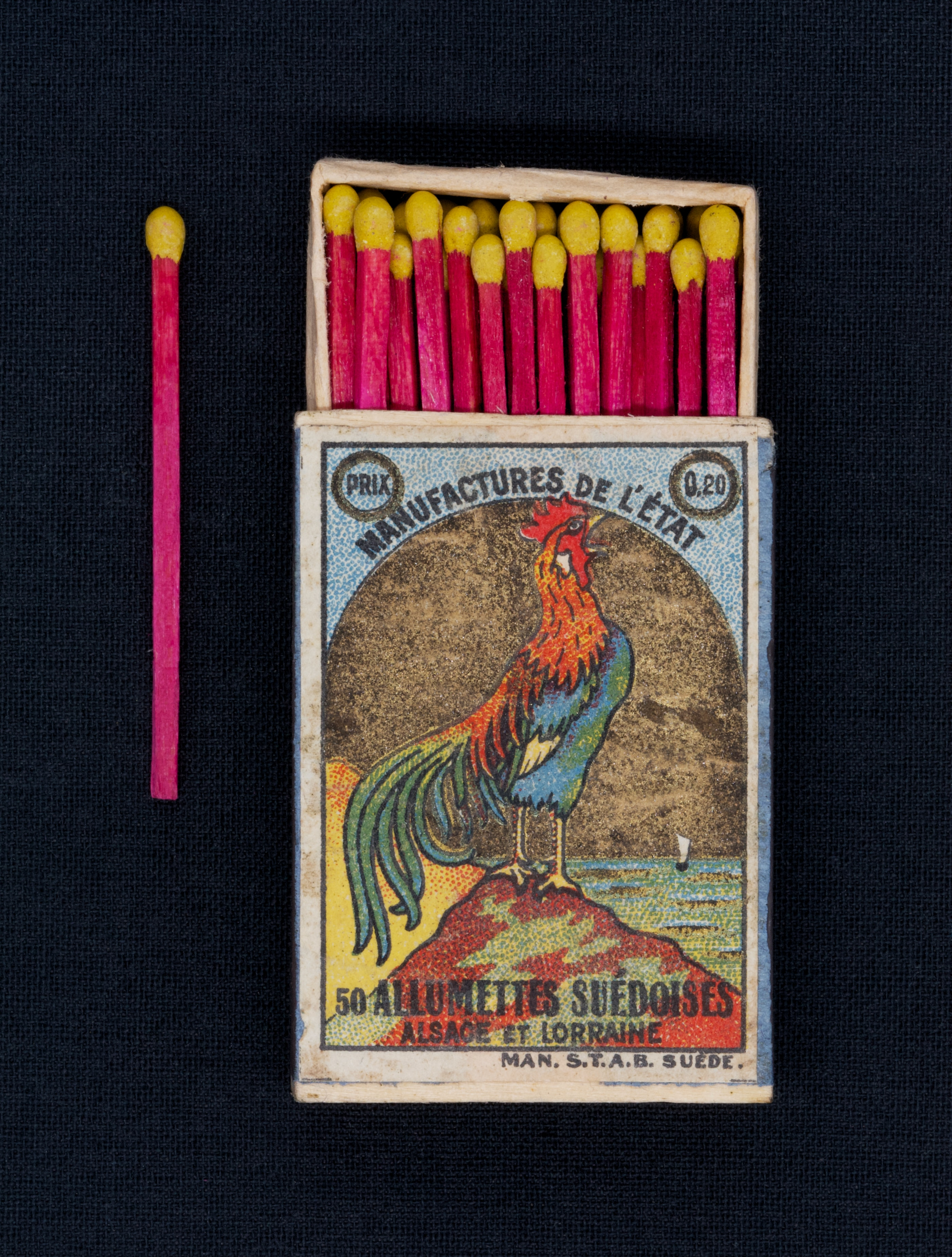
Zündhölzer der Staatlichen Manufakturen, hergestellt in Schweden. Einzige Sonderausstattung: Das bunte Etikett.

1927 bemühte sich Ivar Kreuger, das französische Streichholz-Monopol für den Konzern STAB zu erwerben, und bot im Gegenzug für die Konzession, ähnlich wie in Deutschland, einen Kredit zu günstigen Konditionen an. Trotz Unterstützung der Regierung fand das Vorhaben in der Abgeordnetenkammer keine Mehrheit. Kreuger reagierte auf das Scheitern der Abstimmung, indem er sein Kreditangebot erneuerte, dabei aber vollständig auf französische Gegenleistungen verzichtete. Dieses Angebot wurde angenommen und Frankreich bezog einen Kredit in Höhe von 75 Millionen US-Dollar von Kreugers Unternehmensgruppe. Die STAB erhielt im Gegenzug einige kleinere Zugeständnisse, darunter das Recht, luxuriöse Zündwaren, sogenannte Salonhölzer, zu importieren. Frankreich zahlte den Kredit 1930 vorzeitig vollständig zurück.
1935 übernahm der staatliche Tabakkonzern SEITA (Société d’exploitation industrielle des tabacs et allumettes, „Gesellschaft zur industriellen Verwertung von Tabak und Zündhölzern“) das Zündwarenmonopol und verwaltete es bis zur Aufhebung 1972. Das Importverbot stand dem angestrebten freien Warenverkehr zwischen den Staaten der Europäischen Gemeinschaft entgegen und das Monopol wurde zugunsten des europäischen Binnenmarkts aufgegeben.
Die im Saarland bis 1956 bestehenden Regelungen waren denen in Frankreich nachgebildet.

## Galerie

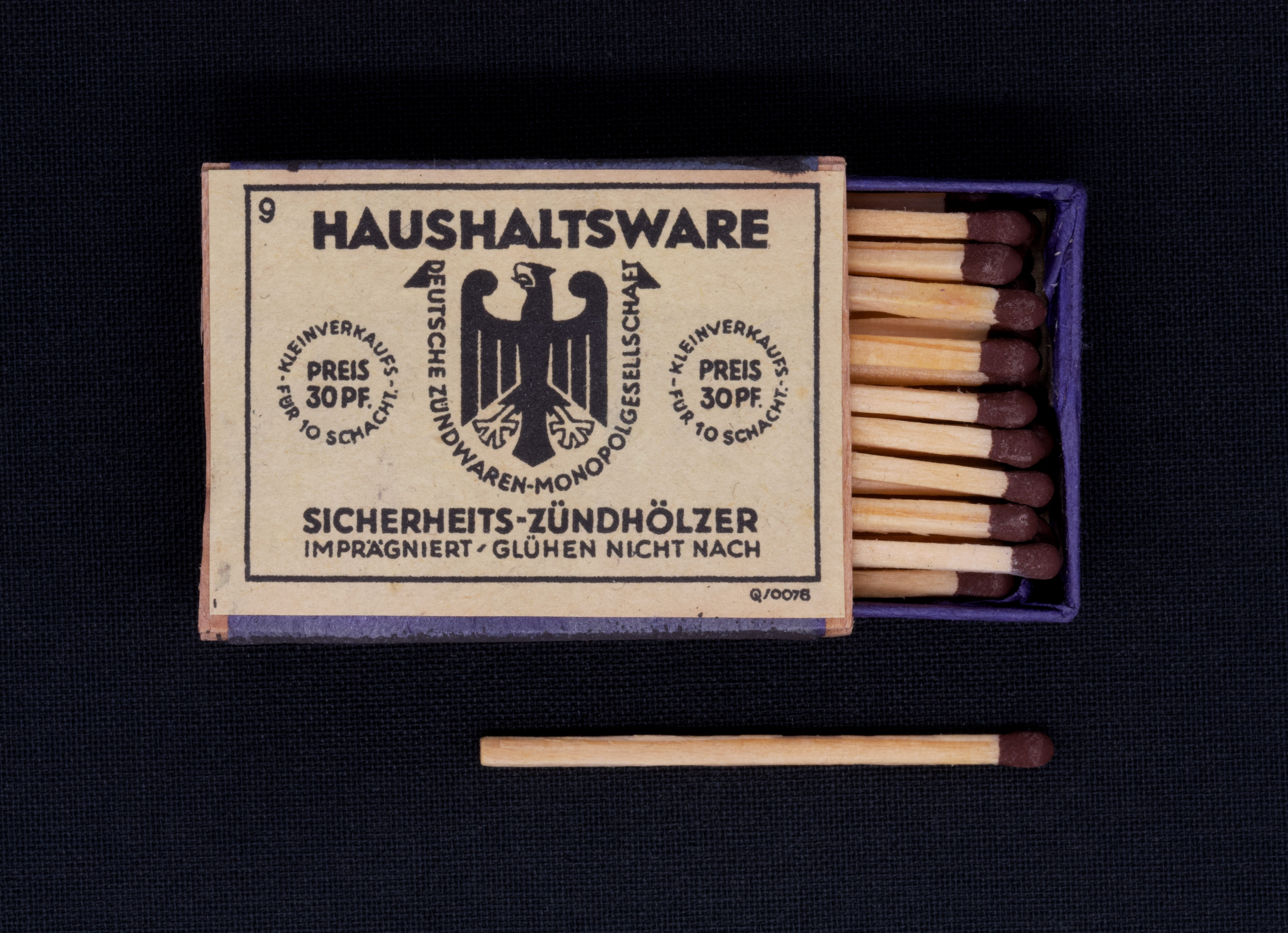
Haushaltsware 30 Pfennige für 10 Schachteln, bis 1945
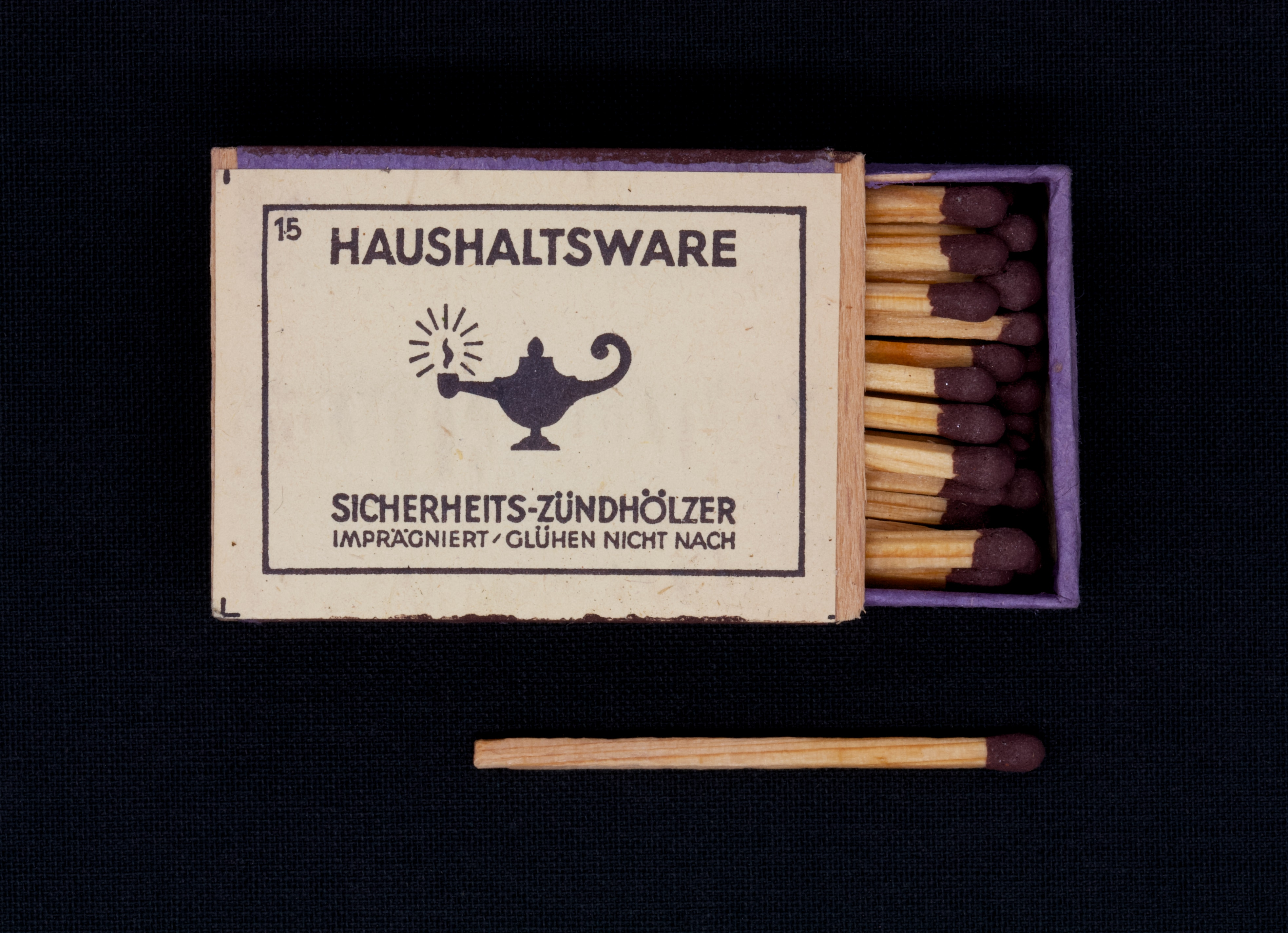
Haushaltsware 1945–1952
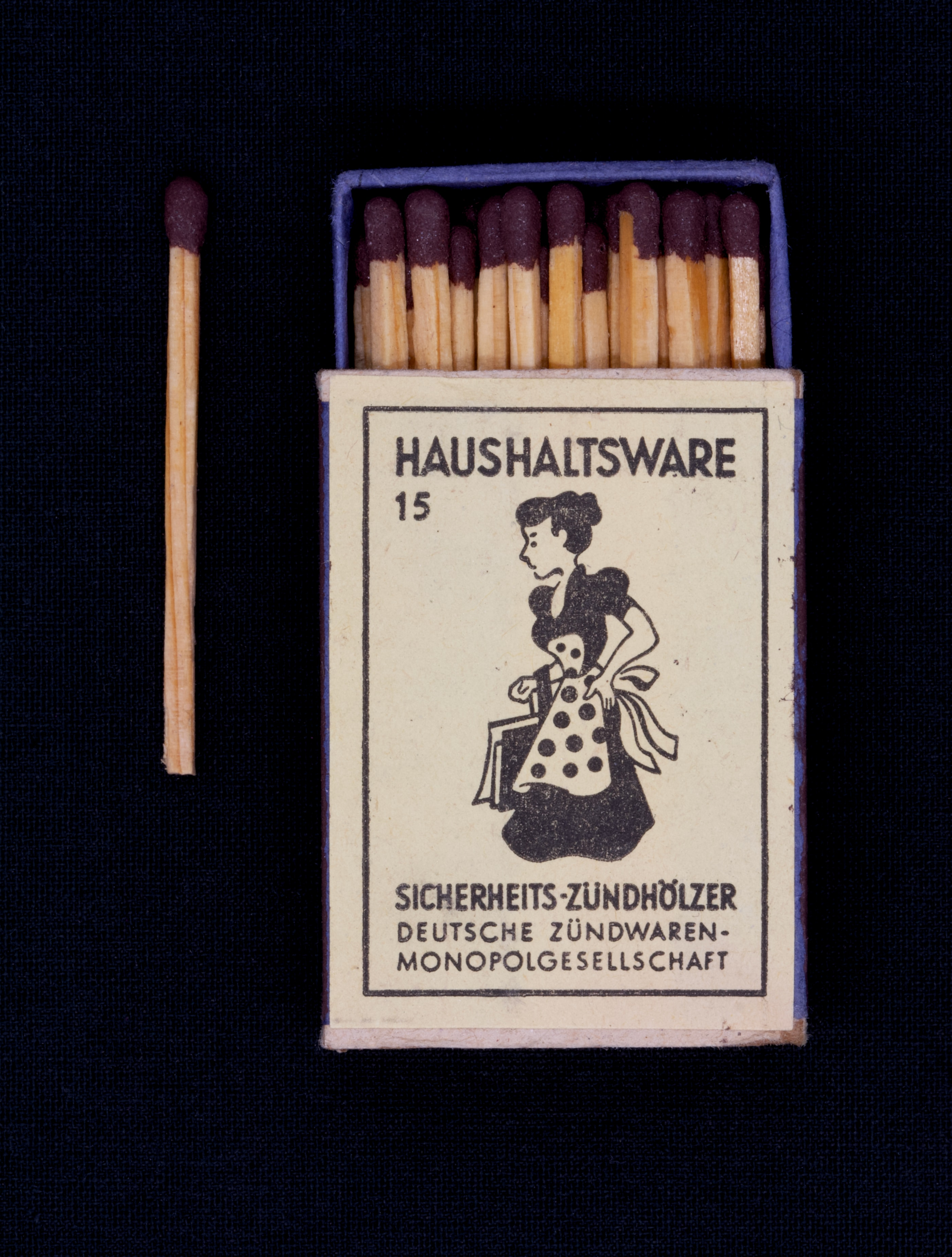
Haushaltsware 1952–1956
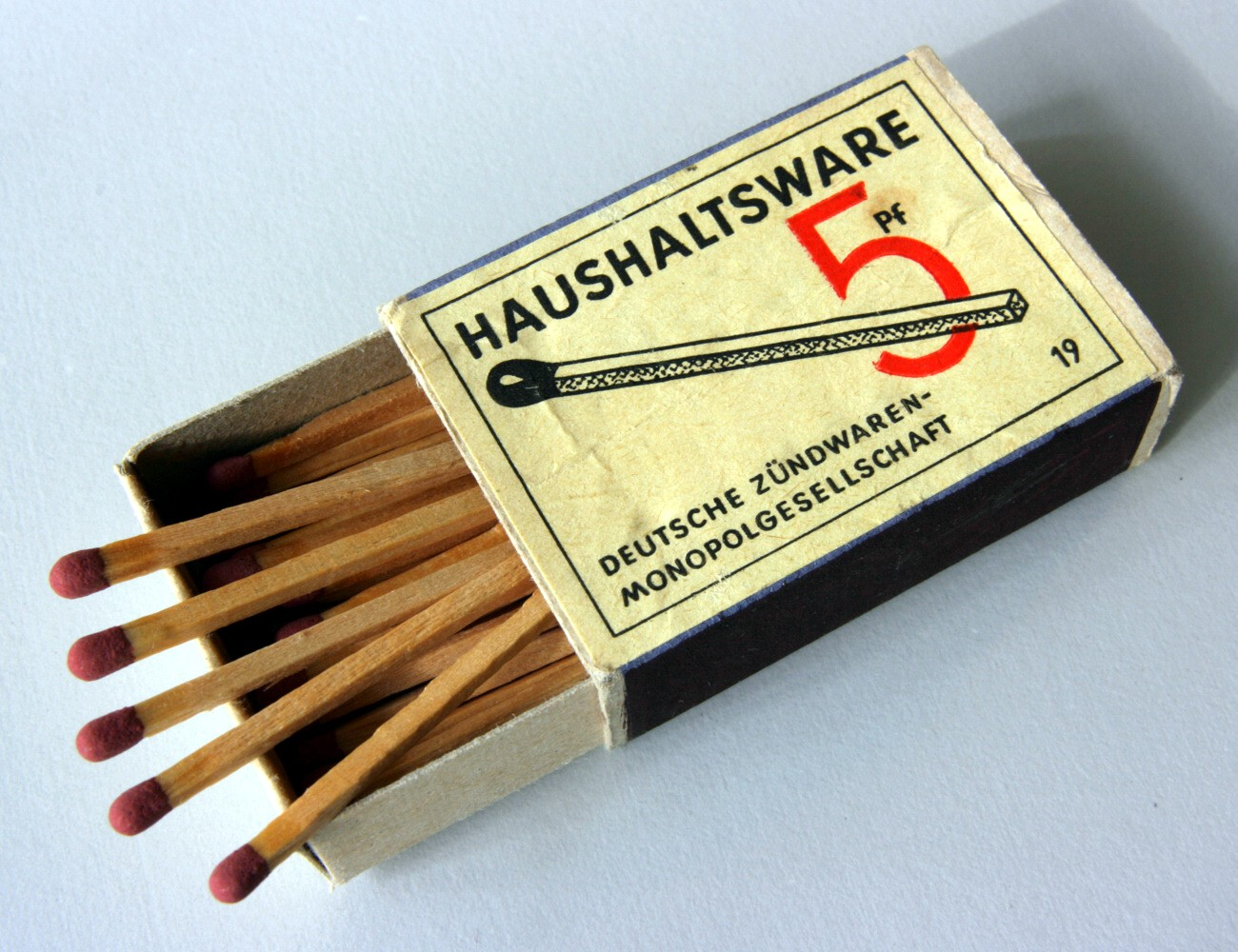
Haushaltsware 5 Pfennige, ab 1956
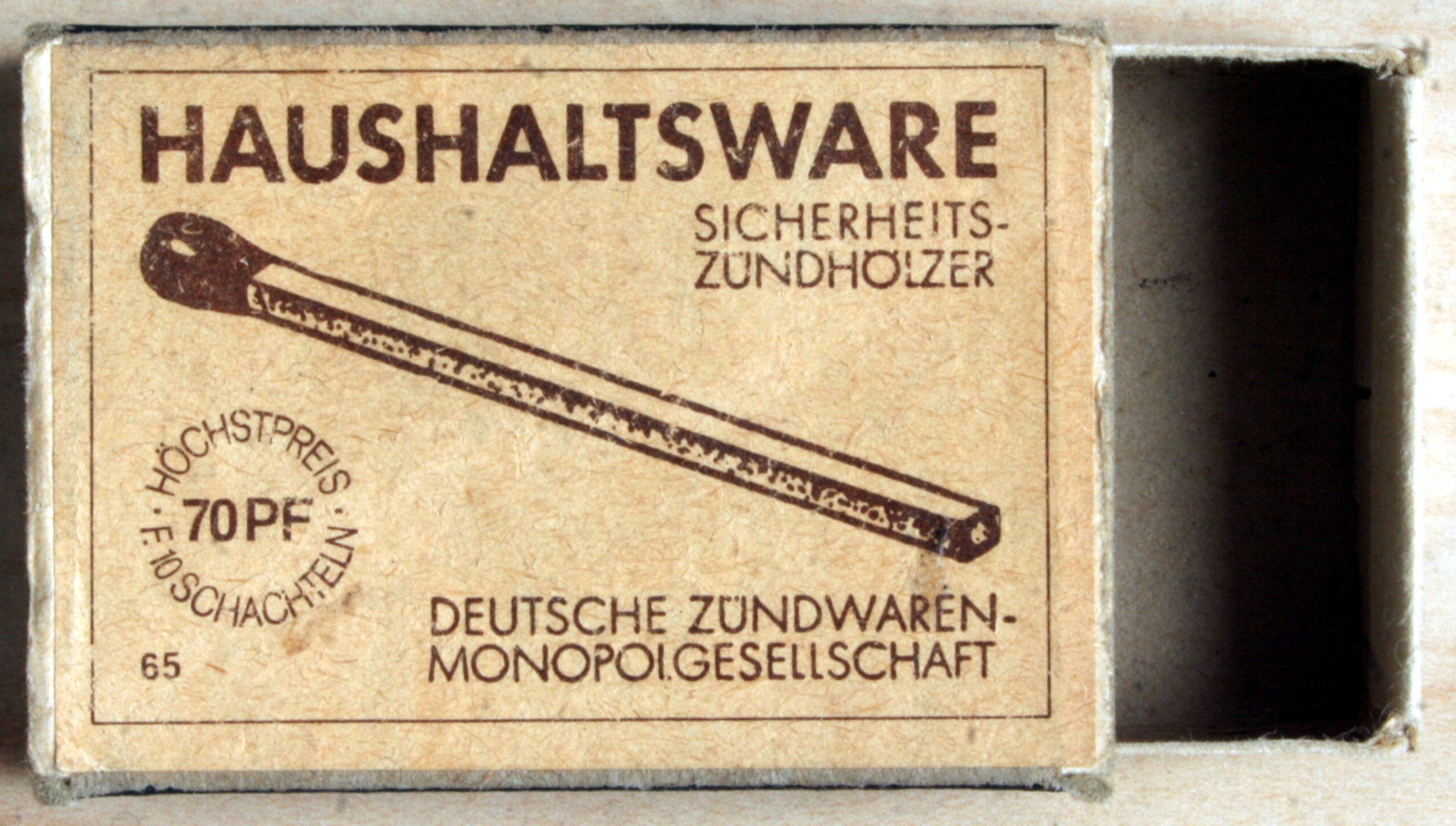
Haushaltsware 70 Pfennige für 10 Schachteln
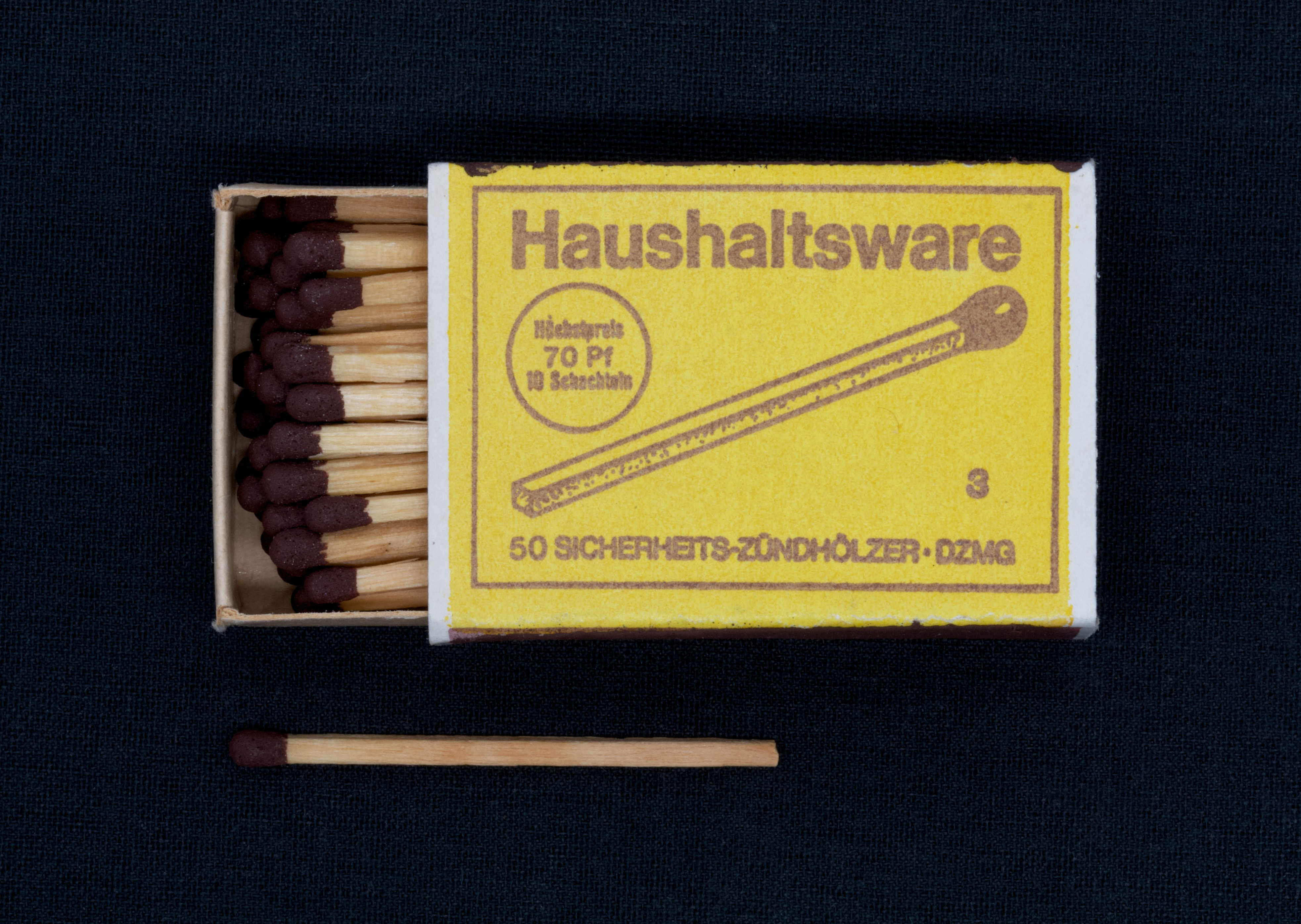
Haushaltsware Höchstpreis 70 Pfennige für 10 Schachteln, bis 1980
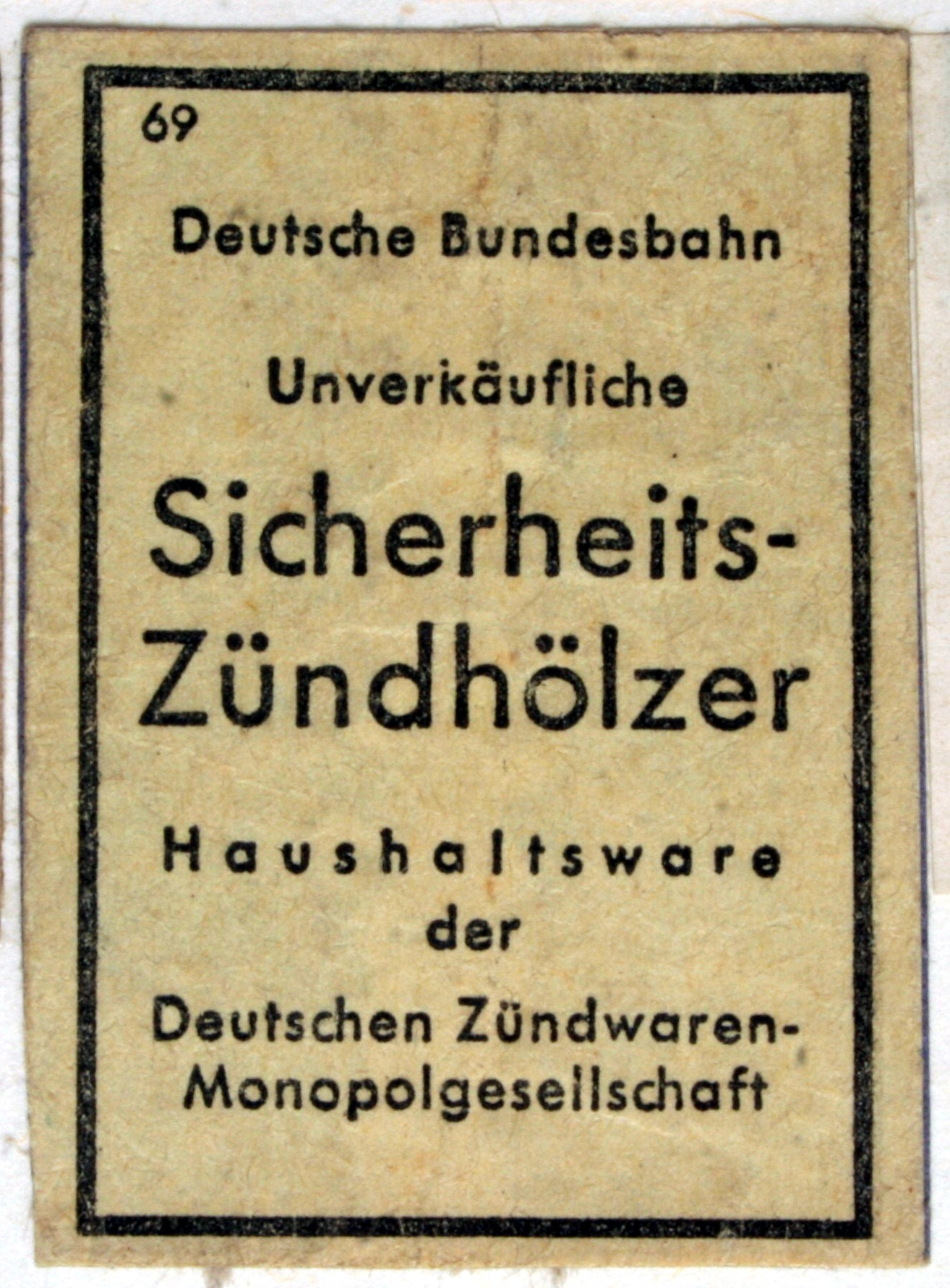
Unverkäufliche Zündholzschachtel Deutschen Bundesbahn
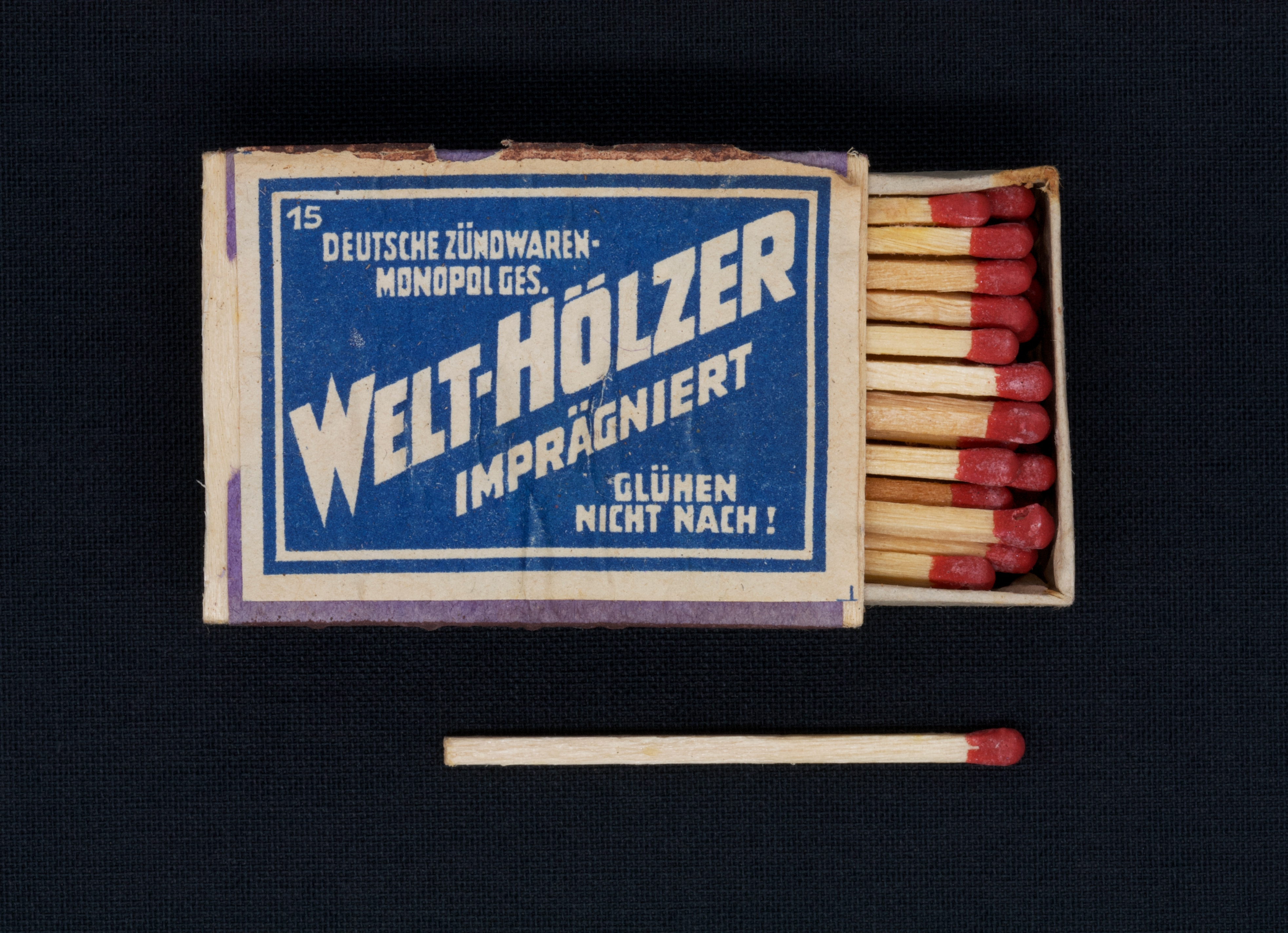
Welthölzer
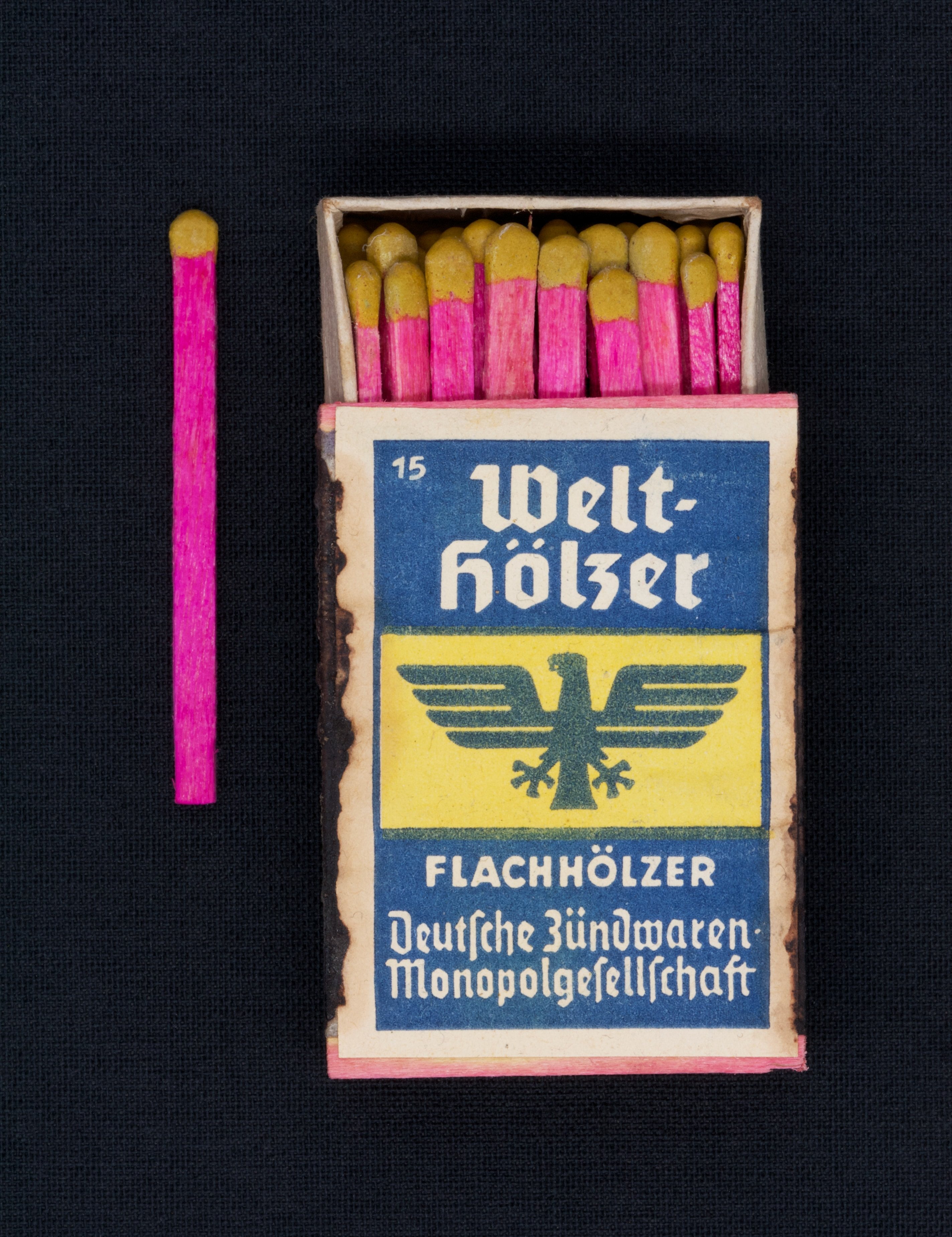
Flachhölzer mit rechteckigem Querschnitt
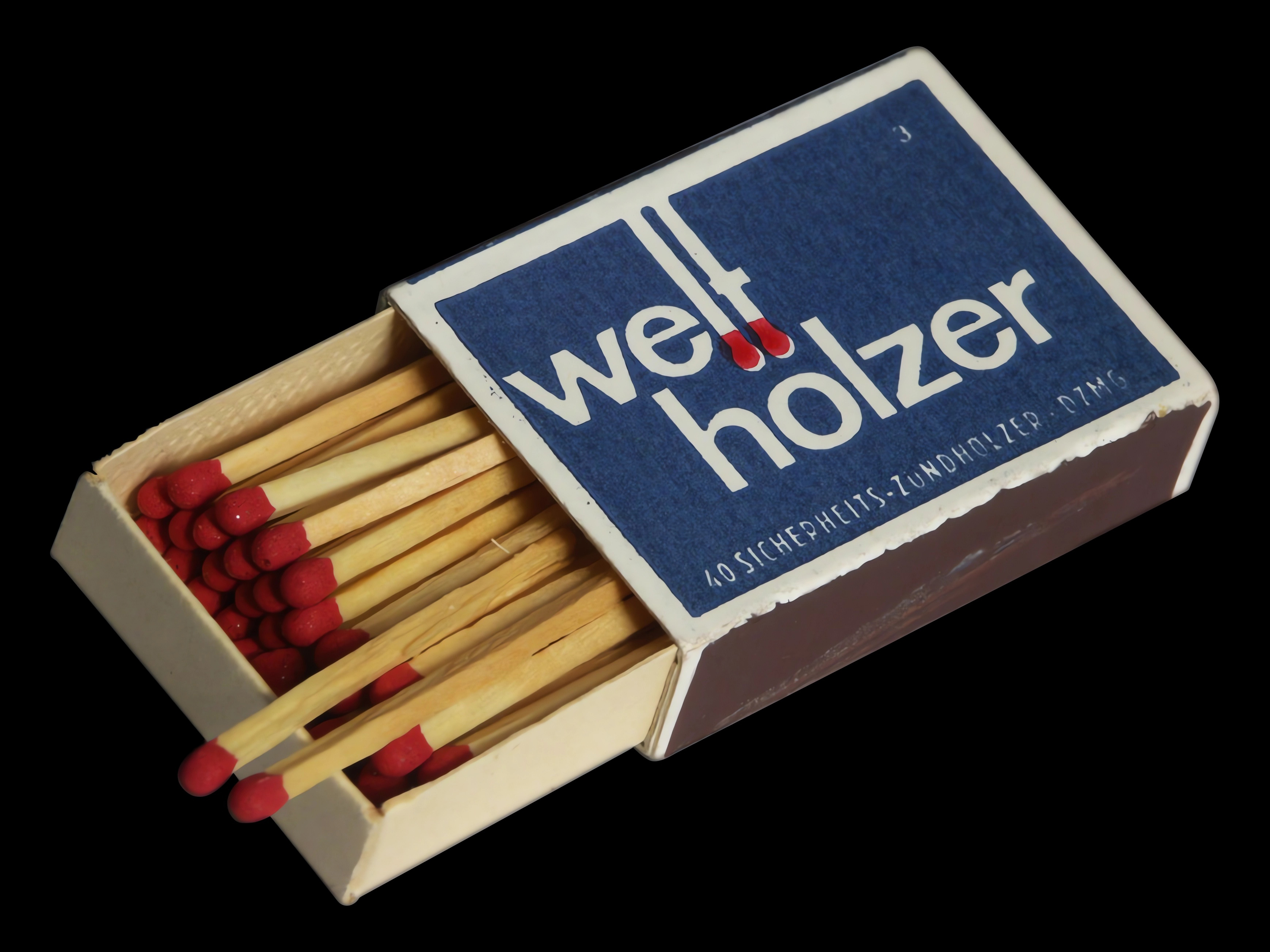
Nachkriegs-Welthölzer, 1950 wieder eingeführt
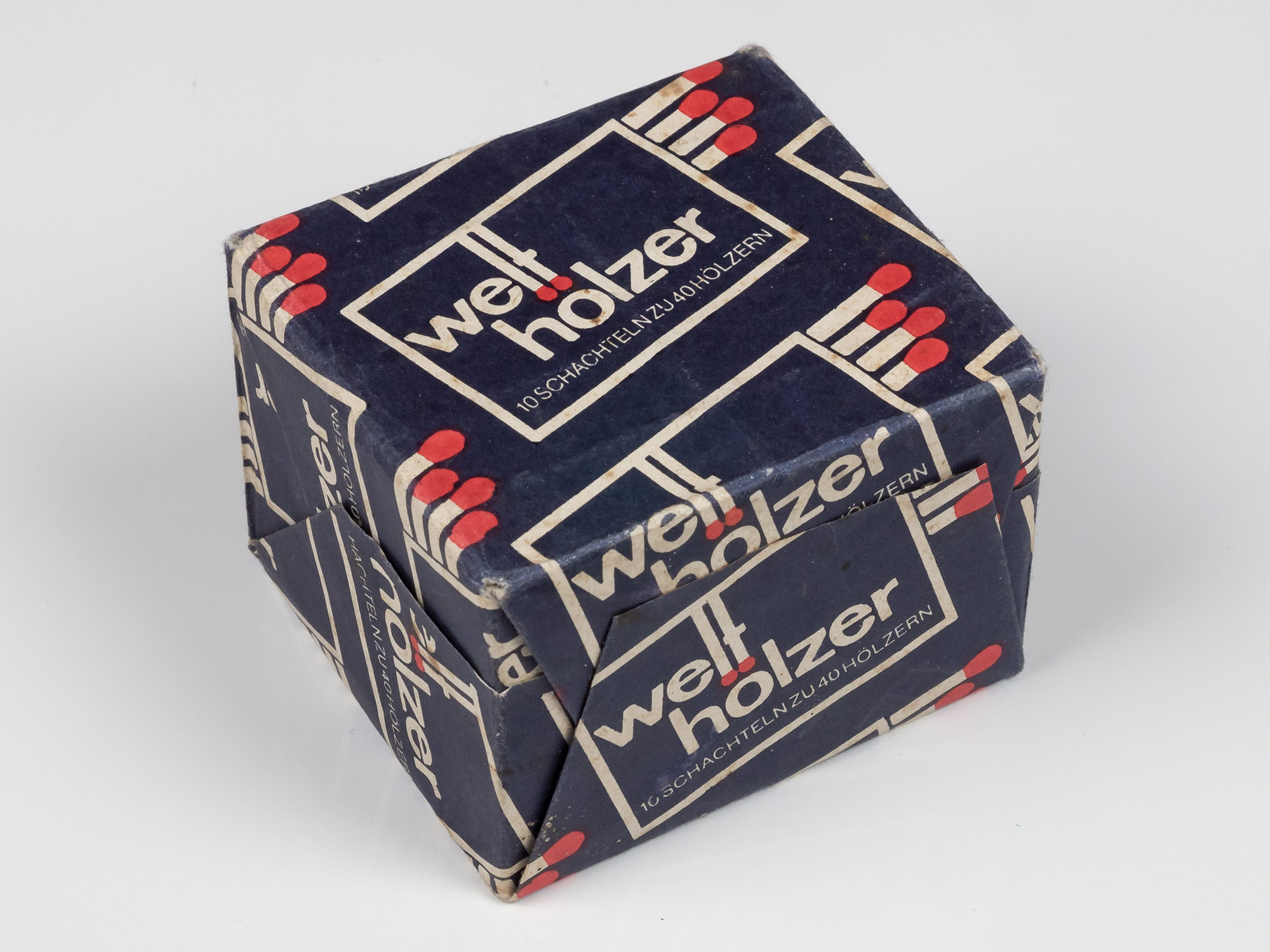
Welthölzer Paket mit 10 Schachteln